# Eurínome, hija de Niso
En la mitología griega, Eurínome (Εὐρυνόμη) o Eurímede (Εὐρυμήδη) es una hija del rey de Megara, Niso, y probablemente de su esposa Abrota. Fue la madre del héroe Belerofonte en su unión con Poseidón.
Encontramos la historia de Eurínome en el poema del Catálogo de mujeres, en donde la hermosa muchacha había sido tutelada por la propia Atenea. A la corte de Niso llegó por entonces Sísifo, que conduciendo unos bueyes pretendía pagar la dote de bodas para desposar a Eurínome con su hijo Glauco. Este, por voluntad de Atenea, consiguió la mano de la muchacha. No obstante Zeus había dispuesto que la estirpe de Sísifo no quedara en la tierra, momento en el cual Poseidón aprovechó la coyuntura y se acostó con Eurínome. Esta dio a luz entonces a Belerofonte, a quien Glauco crio como hijo propio.
En los textos homéricos parece que el verdadero padre de Belerofonte fue Glauco, aunque no se especifica si se refiere a este como padre putativo o biológico.